# Skolevalg 2015
Skolevalget 2015 var det første officielle skolevalg i Danmark og fandt sted torsdag den 29. februar 2015. Der blev stemt på 9 forskellige ungdomspartier om 179 fiktive pladser til det danske parlament folketinget.
Skolevalget er et valg for danske skoleelever i  8., 9. og 10. klasser. Det var det første der blev afholdt udelukkende for statslige midler. Tidligere har TV2 også stået bag skolevalg, men dette var det første, som undervisningsministeriet stod bag alene.
Valget blev udskrevet d. 12. januar af statsminister Helle Thorning-Schmidt, til afholdelse d. 29. januar. Ca. 75.000 elever deltog.

## Forløb
Op til valget den 29. januar blev der gennemført et tre uger langt undervisningsforløb på de tilmeldte skoler, hvor eleverne på 8. og 9. klassetrin modtog særligt tilrettelagt undervisning med henblik på styrkelse af elevernes demokratiske engagement og viden om valghandlingen.
Undervisningsforløbet tog udgangspunkt i Fælles Mål, hvor eleverne skulle lære samfundets demokratiske spilleregler og grundværdier at kende. I den sidste uge af undervisningsforløbet blev der blandt andet gennemført debatter på skolerne med repræsentanter fra de politiske partier.
Skolevalg fik både massiv politisk og forskningsmæssig opmærksomhed som et initiativ, der har potentiale til at styrke de unges deltagelse i demokratiet. Valgretskommissionen har i en af sine anbefalinger peget på indførelse af skolevalg, da det er vigtigt at øge valgdeltagelsen blandt unge førstegangsvælgere, som har været meget lav ved seneste valg. I Norge og Sverige har man haft positive erfaringer med afholdelse af skolevalg i mange år.
Skolevalg afholdtes første gang i 2015 og igen i 2017. Skolevalget blev etableret i et projektsamarbejde mellem Folketinget og Undervisningsministeriet, hvor udgiften på seks millioner blev delt 50/50 over en periode på fire år. Skolevalget var en del af Folketingets fejring af 100-året for grundloven af 1915.
Der var i alt 25 mærkesager, som de unge kunne vælge i mellem. De fordelte sig over emner fra religion og etik til unge og uddannelse:
- Hårdere straffe for personfarlig kriminalitet (O, C)
- Gør aktiv dødshjælp lovlig (V)
- Bedre og billigere offentlig transport (A, F)
- Fjern topskatten (V, I, C)
- Tillad alle hunderacer
- Bekæmp farligt børnearbejde (A)
- Sænk momsen på økologiske fødevarer
- Indfør niveauopdeling i folkeskolen (V, C, K)
- Afskaf 24-års reglen (Ø)
- Fjern karakterkrav på erhvervsskolerne (B, F)
- Afskaf social dumping (A, O, F, Ø)
- Indfør minimumspriser på alkohol
- Adskil kirke og stat (K)
- Ligelig fordeling af flygtninge i EU (B)
- Nedrustning af det danske militær
- Privatskoler skal tage et socialt ansvar
- Automatisk tilmelding til donorregisteret
- Ja til atomkraft (I)
- Afskaf nationale test i folkeskolen (B, Ø, K)
- Afskaf racismeparagraffen (O)
- Omlæg SU til lån
- Indfør forbud mod sexkøb
- Brugerbetaling på lægebesøg
- Fri hash (I)
- Afskaf monarkiet

Der blev over de tre uger afholdt 336 debatter på skoler over hele landet med deltagelse af ungdomspolitikere.

## Resultat
Resultatet blev en sejr til blå blok, der fik 105 mandater, mod rød bloks 74. Bedst gik det for Venstres Ungdom, der kunne hive 49 mandater hjem, efter 27,1 % af stemmerne.
| Parti   | Parti                              | Partileder                 | Mandater i Folketinget pr. 2011 | Mandater i Folketinget pr. 2011 | Mandater efter skolevalget 2015 | Mandater efter skolevalget 2015 |
| Parti   | Parti                              | Partileder                 | Antal                           | %                               | Antal                           | %                               |
| ------- | ---------------------------------- | -------------------------- | ------------------------------- | ------------------------------- | ------------------------------- | ------------------------------- |
| Danmark |                                    |                            |                                 |                                 |                                 |                                 |
|         | Venstres Ungdom                    | Jens Husted                | 47                              | 26,7 %                          | 49                              | 27,4 %                          |
|         | Danmarks Socialdemokratiske Ungdom | Alexander Grandt Petersen  | 44                              | 24,8 %                          | 32                              | 17,6 %                          |
|         | Liberal Alliances Ungdom           | Alex Vanopslagh            | 9                               | 5,0 %                           | 19                              | 11,0 %                          |
|         | Konservativ Ungdom                 | Mikkel Ballegaard Pedersen | 8                               | 4,9 %                           | 19                              | 10,5 %                          |
|         | Radikal Ungdom                     | Christopher Røhl Andersen  | 17                              | 9,5 %                           | 17                              | 9,8 %                           |
|         | Dansk Folkepartis Ungdom           | Anders Primdahl Vistisen   | 22                              | 12,3 %                          | 16                              | 9,0 %                           |
|         | SF Ungdom                          | Carl Valentin              | 16                              | 9,2 %                           | 13                              | 7,7 %                           |
|         | Socialistisk UngdomsFront          | Kollektiv ledelse          | 12                              | 6,7 %                           | 10                              | 6,0 %                           |
|         | Kristendemokratisk Ungdomsparti    | Isabella Arendt Laursen    | 0                               | 0,8 %                           | 0                               | 0,9 %                           |